# Corythaeola cristata
O turaco-gigante (Corythaeola cristata) é uma espécie de turaco, encontrado na África.

## Características morfológicas
As asas são curtas e arredondadas, a cauda é comprida e a cabeça é coroada com uma crista. O bico é amarelo-vivo com a ponta vermelha. O corpo é azul-marinho, as pernas são roxas comum pouco de verde, os pés são cinzentos.

## Comportamento
Estas aves são boas voadoras, mas preferem correr entre os ramos das árvores sempre que possível. Os seus saltos entre os galhos são muito graciocos.
Os turacos formam casais monogâmicos que constroem os seus próprios ninhos nas árvores, onde chocam dois a três ovos. Os juvenis recebem os cuidados parentais de ambos os pais.

## Alimentação
Como todos os turacos, eles alimentam-se essencialmente de frutos, mas também podem consumir insetos e outros pequenos invertebrados como caracóis e lesmas.
1. ↑  Alves, P. e outros (Janeiro de 2023). «Aves do Mundo – Lista de Nomes Portugueses» (PDF) 2.ª ed. https://avesdomundopt.files.wordpress.com/. p. 52. ISBN 979-8215194782. Consultado em 1 de junho de 2023